# Jacob van Malderé
Jacob van Malderé(e) (? - Middelburg, 16 november 1617) ook wel Malleré was een Zeeuws edelman en politicus. Hij was door Willem van Oranje benoemd tot baljuw van Veere en zijn stalmeester. Hij was ook bij diens overlijden in 1584 aanwezig.
Hoewel hij niet in Zeeland geboren was, werd hij benoemd door prins Maurits om als vertegenwoordiger van de eerste edele te verschijnen in de Staten van Zeeland. Hij vertegenwoordigde het gewest in 1588 bij de Staten-Generaal van de Nederlanden. Vanaf 1596 was hij lid van de Gecommitteerde Raden van Zeeland als vertegenwoordiger van de eerste edele, en vanaf 1597 was hij vertegenwoordiger van de eerste edele en gecommitteerde bij de Admiraliteit van Zeeland. In 1597/1598 en 1601 was hij nogmaals afgezant naar de Staten-Generaal.
In 1595 was hij betrokken bij een Spaans verzoek tot onderhandelingen over vrede, vanwege een vroeger werkverband met de Vlaamse stadhouder, de markgraaf van Havrech. In 1607 was hij namens de Nederlanden samen met Joan Berck als afgezant naar Engeland gestuurd om verslag te doen van de situatie. In 1608 onderhandelde hij namens de Staten-Generaal met de Spanjaarden te Den Haag over het Twaalfjarig Bestand. In 1610 maakte hij nog deel uit van een buitengewoon gezantschap naar Frankrijk.
Van Malderé was getrouwd met Margaretha van Berchem, weduwe van Alexander de Haultain.